# Cupid & Death
Cupid & Death to tytuł drugiego solowego albumu Tony'ego Wakeforda, wydanego w 1996 we własnej oficynie muzyka – Tursa.

## Spis utworów
1. Cupid & Death I
2. Le Lac Noir
3. Jardin Du Luxembourg
4. La Nuit Est Arrivée
5. The Day of the Angel
6. A Rose in Hell
7. Heaven & Hell
8. Cupid & Death II